# Schorenbach
Der Schorenbach, im Oberlauf Bermeckebach genannt, ist ein 5,0 km langer, orografisch linker Nebenfluss der Wester in Nordrhein-Westfalen, Deutschland. Der Bach fließt vollständig im Stadtgebiet der zum Kreis Soest gehörenden Stadt Warstein.

## Geographie
Der Schorenbach entspringt als Bermeckebach im Arnsberger Wald etwa 1,6 km nordöstlich von Hirschberg auf einer Höhe 368 m ü. NN. Nach Nordosten abfließend mündet zunächst rechtsseitig das von Süden kommende Kahlenbergssiepen. Nach einer Flussstrecke von 2,7 km mündet der ebenfalls von Süden kommende Hirschberger Bach. Der Hirschberger Bach ist mit einer Länge von 9,5 km deutlich länger als die Gesamtlänge des Schorenbachs. 
Unterhalb der Mündung des Hirschberger Bachs wird der Bach Schorenbach genannt. Weiter nach Nordosten fließend nimmt der Bach bei Romecke noch den gleichnamigen, aus Nordwesten zufließenden Bach auf. Wenig später mündet der Schorenbach am nördlichen Ortsrand von Warstein auf 271 m ü. NN linksseitig in die Wester. Bei einem Höhenunterschied von 97 Metern beträgt das mittlere Sohlgefälle 19,4 ‰. Das 20,804 km² große Einzugsgebiet wird über Wester, Möhne, Ruhr und Rhein zur Nordsee entwässert.